# Гайван, Мануэл де Гусман де Машкареньяш
Мануэл де Гусман де Машкареньяш Гайван (порт. Manuel de Gusmão de Mascarenhas Gaivão, 1 марта 1901 — 9 октября 1971) — португальский юрист и колониальный администратор, генерал-губернатор Анголы (1955—1956).

## Биография
Окончил юридический факультет Университета Коимбры. Работал прокурором в ряде заморских территорий Португалии, в администрации Макао.
- 1955—1956 гг. — генерал-губернатор Анголы,
- 1955—1956 гг. — делегат Генерального прокурора Португалии, отвечающий за генерал-губернаторство Анголы,
- 1959 г. — судья и президент Апелляционного суда Анголы,
- 1960 г. — член Совета по заморским территориям.

## Награды
| Страна     | Дата           | Награда                                     | Литеры |
| ---------- | -------------- | ------------------------------------------- | ------ |
| Португалия | 9 октября 1954 | Офицер Военного ордена Святого Якова и Меча | OSE    |
| Ватикан    | —              | Командор Ордена Святого Григория Великого   |        |
| Испания    | —              | Командор ордена Изабеллы Католической       |        |